# Памятник Ивану Шувалову (Москва)
Памятник Ивану Шувалову, одному из основателей Московского университета и первому его куратору установлен в Москве на Ломоносовском проспекте в Раменках.

## История
В 2001 г. Зураб Церетели создал памятник графу Ивану Шувалову, фавориту Елизаветы Петровны, и предложил установить его в Санкт-Петербурге. Однако данная идея понимания не встретила, Церетели предложили установить скульптуру во внутреннем дворике Института живописи, скульптуры и архитектуры (до 1918 г. Императорская Академия художеств, основателем которой был Иван Шувалов), где он и был установлен 29 мая 2003 года, став подарком к 300-летию Санкт-Петербурга. Одновременно скульптор добился выделения места перед зданием Фундаментальной библиотеки МГУ на Воробьёвых горах прямо напротив памятника Михаилу Ломоносову.
Памятник Шувалову был открыт в 2005 г. и приурочен к 250-летию основания Московского государственного университета.
Памятник выполнен из бронзы. Его высота вместе с пьедесталом составляет 4 метра, диаметр 10 метров, вес — 20 тонн. На его изготовление потребовалось более года.
Иван Шувалов изображён сидящим и держащим в руках Указ Елизаветы Петровны об учреждении Московского Университета:
Указъ

… о учреждении въ

Москвѣ Университета

для дворянъ

и разночинцовъ…, гдѣ

всякаго званїя люди

свободно наукою

пользуются

Елисавета